# История создания романа «Бесы»

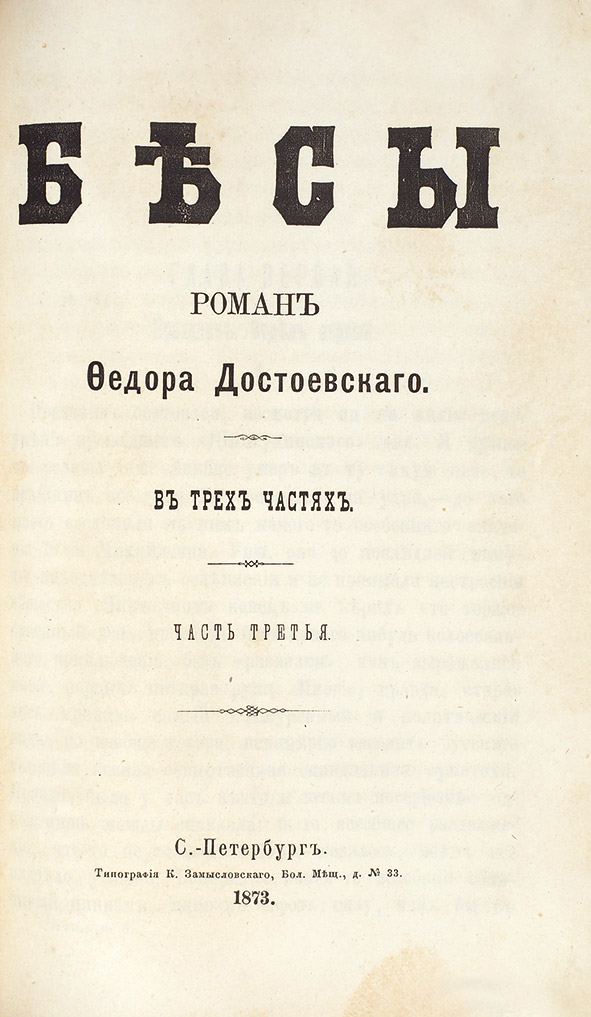
Первое отдельное издание романа в 1873 году

«Бе́сы» — роман русского писателя XIX века Фёдора Михайловича Достоевского, написанный в 1870—1872 годах и опубликованный в 1872 году в журнале «Русский вестник» Михаила Каткова.
Основная работа над романом проходила в 1870—1871 годах за границей, куда Достоевский выехал ещё в апреле 1867 года. Писатель был недоволен западноевропейской жизнью и очень тосковал по России. Одновременно с этим на него давили заботы о растущей семье, стеснённые материальные обстоятельства и обязательства перед журналами.

## Предыстория
К началу работы над романом у Достоевского было несколько художественных замыслов, повлиявших на написание нового романа, но оставшихся незавершёнными. Среди них исследователи творчества писателя выделяют: «Житие великого грешника», повесть о капитане Картузове, «Смерть поэта», рассказ о Воспитаннице, роман о Князе и Ростовщике.
Достоевский обещал издателю «Русского вестника» Михаилу Каткову к началу 1870 года предоставить новый роман. Однако из его письма от 29 августа 1869 года следует, что писатель ещё даже не приступил к работе. В это время главным делом своей жизни Достоевский видит написание «Жития великого грешника», но не хочет портить эту идею спешкой. Писатель заключает, что «надобно, стало быть, натуживаться, чтоб изобретать новые рассказы; это омерзительно». Помимо обещания Каткову, Достоевский имел обязательства перед редактором «Зари», в результате чего осень 1869 года прошла в работе над повестью «Вечный муж». Позже, 25 марта 1870 года, Достоевский писал об этом: «Теперь я работаю в „Русский вестник“. Я там задолжал и, отдав „Вечного мужа“ в „Зарю“, поставил себя там, в „Русском вестнике“, в двусмысленное положение. Во что бы то ни было надо туда кончить то, что теперь пишу. Да и обещано мною им твердо, а в литературе я человек честный».

### Возникновение замысла
Жена писателя, Анна Григорьевна, позже в своих воспоминаниях писала, что новая тема для романа возникла вследствие приезда к ним в Дрезден её брата. Его пригласил сам Фёдор Михайлович, опасавшийся, что тот может принять участие в политических волнениях в России. По мнению Анны Григорьевны, замысел произведения возник у Достоевского после разговоров о быте и настроениях студенческого мира: «Тут-то и возникла у Федора Михайловича мысль в одной из своих повестей изобразить тогдашнее политическое движение и одним из главных героев взять студента Иванова (под фамилией Шатова), впоследствии убитого Нечаевым».
После изучения записных тетрадей и писем Достоевского, исследователи его творчества пришли к выводу, что эти воспоминания не точны. Ещё до их изучения Аркадий Долинин полагал, что замысел романа возник раньше приезда Сниткина в середине октября 1869 года, за полтора месяца до убийства Иванова. Литературовед Леонид Гроссман также выразил сомнения в том, что Сниткин был знаком с Ивановым. Записные тетради Достоевского показали, что замысел романа относится уже к началу 1870 года. Ему предшествовала работа над планом «Жития великого грешника» и романа о Князе и Ростовщике, а также разработка идеи романа «Зависть», датированной второй половиной января 1870 года и ставшей началом творческой истории «Бесов».
В январе 1870 года замыслы романа о Князе и Ростовщике и злободневного политического романа ещё существовали параллельно, и Достоевский думал над тем, что он сможет написать быстрее для «Русского вестника». 23 января 1870 года выбор был сделан в пользу будущих «Бесов». Достоевский пишет отрывок «Т. Н. Грановский», в котором уже виден персонаж из будущего романа.

## Работа над романом

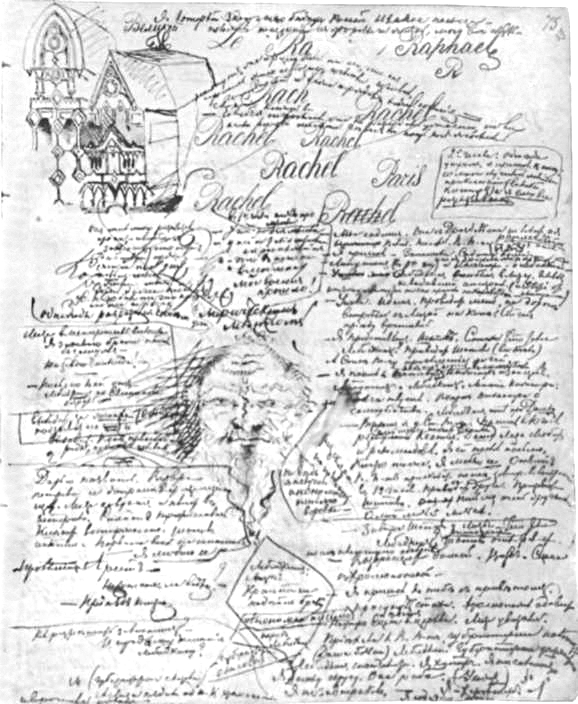
Черновые наброски романа «Бесы» 1870-71 гг.

С февраля 1870 года началась активная работа над злободневным романом «Бесы». 12 февраля Достоевский пишет Аполлону Майкову: «Сел за богатую идею; не про исполнение говорю, а про идею. Одна из тех идей, которые имеют несомненный эффект в публике. Вроде „Преступления и наказания“, но ещё ближе, ещё насущнее к действительности и прямо касается самого важного современного вопроса. Кончу к осени, не спешу и не тороплюсь. Постараюсь, чтоб осенью же и было напечатано <…> Только уж слишком горячая тема. Никогда я не работал с таким наслаждением и с такой легкостию».
До лета 1870 года основным замыслом оставался памфлет на либералов-западников. Эта идея объединяла разнообразные события произведения, постоянно развиваемые и углубляемые Достоевским различными политическими и религиозно-философскими спорами. Писатель продумывал занимательный сюжет со множеством разнообразных действующих лиц. Тем не менее, уже со второй половины февраля 1870 года Достоевский планировал выйти за рамки политического памфлета.
Среди множества персонажей Достоевский долго не мог выбрать главного, который связал бы события романа воедино. Изначально таким персонажем должен был стать Грановский, образ которого встречается в черновых набросках конца января. Уже во второй половине февраля автор пробует сделать главным персонажем Студента, представив его «Героем нашего времени»: «и потом всё связать с сыном и с отношениями Грановского к сыну (всё от него — как от „Героя нашего времени“)». Однако его «хлестаковствующий нигилист» не подходил на роль Печорина, поэтому писатель отказался от этой идеи. Тогда же принимается решение добавить «истинно русского» героя-«почвенника», противопоставив его западникам.
Из мартовских записей писателя видна «тенденциозность» задуманного произведения. Достоевский в письмах замечает, что рассматривает роман с тенденциозной стороны даже больше чем с художественной, рассчитывая высказать несколько мыслей «погорячее»: «меня увлекает накопившееся в уме и в сердце; пусть выйдет хоть памфлет, но я выскажусь. Надеюсь на успех».
В мае Достоевский начинает сомневаться в том, что успеет закончить к осени. В письме от 7 мая 1870 года он сообщает: «В настоящую минуту сижу над одной особенной работой, которую предназначаю в „Русский вестник“ <…> Я комкаю листов в 25 то, что должно бы было по крайней мере занять 50 листов, — комкаю, чтоб кончить к сроку, и никак не могу сделать иначе, потому что ничего кроме этого и написать в настоящую минуту не могу, находясь вне России». В ходе работы писатель постоянно стремится углубить замысел и найти новые образы, что к лету привело к решению полностью переработать проблематику и композицию будущего романа.